# O podróżach w czasie
O podróżach w czasie – zbiór esejów i szkiców Czesława Miłosza powstałych w ostatnich dziesięciu latach życia pisarza, wydanych w 2004 w wydawnictwie Znak w Krakowie.
Na tom składają się teksty pisane w latach 1993–2003. Wszystkie były wcześniej publikowane na łamach czasopism: „Znak”, „Tygodnik Powszechny”, „Dekada Literacka”, „Gazeta Wyborcza”, „Kwartalnik Artystyczny”. Autor pisze o literaturze, jej powinnościach i uzależnieniach od rynku, o religii i duchowości, o książkach, które go zafascynowały, przede wszystkim jednak o przyjaciołach i ludziach, których znał, a których żywoty zasługują na ocalenie. Bohaterami szkiców Miłosza są m.in. Jerzy Giedroyc, Jerzy Turowicz, Paweł Hertz, Gustaw Herling-Grudziński, Thomas Merton, Denise Levertov, Wisława Szymborska, Julia Hartwig, Stanisław Barańczak i Seamus Heaney.

## Wydania polskie
- Kraków: Znak, 2004, 2011

## Przekłady na języki obce
- Mbi udhëtimet në kohë, Tiranë: Botimet Papirus, 2010

## Wybrane recenzje
- Dąbrowski Tadeusz, Przewaga, „Pogranicza” 2004, nr 3, s. 105–107.
- Myszkowski Krzysztof, Ciemne korytarze labiryntu, „Kwartalnik Artystyczny” 2004, nr 3, s. 168–172.
- Myszkowski Krzysztof, Dolina mojej rzeki, „Kwartalnik Artystyczny” 2010, nr 4, s. 159–163.
- Nowosielski Kazimierz, A jednak możliwe, „Przegląd Polityczny” 2005, nr 69, s. 182–184.
- Wójtowicz Aleksander, Ostatnie „podróże” w czasie, „Akcent” 2005, nr 2, s. s. 133–136.
- Wrzosek Antoni, Przez odwróconą lunetę, „Nowe Książki” 2004, nr 8, s. 12.